# Relations entre l'Érythrée et l'Union européenne
Les relations entre l'Érythrée et l’Union européenne remontent à la fin de la guerre d'Indépendance en 1993.
L'Union européenne a défini quatre principaux objectifs afin de stabiliser l’État : des actions de réhabilitation (aide à l'éducation, la reconstruction, etc.), la démobilisation des soldats, l'entretien des routes et la sécurité alimentaire.

## Sources

## Compléments